# Лысенков, Николай Константинович
Николай Константинович Лысе́нков (1865—1941) — русский и советский хирург, анатом.

## Биография
Николай Лысенков родился 23 июля (4 августа) 1865 года в Москве. В 1893 году окончил медицинский факультет Московского университета и был назначен помощником прозектора при кафедре оперативной хирургии. В 1896 году получил степень доктора медицины за диссертацию «Мозговые грыжи и их лечение». В 1897 году — приват-доцент по кафедре оперативной хирургии в Московском университете. В 1902 году Лысенков был назначен профессором кафедры оперативной хирургии и топографической анатомии медицинского факультета Украинского университета в Одессе, стал первым заведующим этой кафедры. В 1917 году сал заведующим кафедрой нормальной анатомии, а в 1923 году заведующим научно-исследовательской кафедрой морфологии и физиологии Одесского университета. Участвовал в организации народного здравоохранения. В 1920 году был одним из инициаторов создания Одесского общества хирургов, являлся почётным членом этого общества до своей смерти.
Лысенков является автором около 50 научных работ, включая 6 монографий. Предложил тератоидную теорию мозговых грыж и методы их лечения. Лысенков является автором нескольких методов оперативного лечения: способа вычленения плеча, методов оперативной хирургии полости черепа, операции на тройничном нерве. Разработал новый способ консервирования анатомических препаратов. Является одним из авторов учебника по анатомии человека, переиздававшегося более 10 раз.
В 1941 году во время обороны Одессы работал консультантом госпиталей. Скончался за 2 дня до оккупации города немецко-румынскими войсками.

## Сочинения
- Мозговые грыжи (cephalocele) и их лечение, дисс., М., 1896;
- Топография и оперативная хирургия черепной полости, М., 1898;
- Лекции по топографической анатомии и оперативной хирургии, т. 1—2, М., 1908 (совм. с др.);
- Общая анатомия органов движения, Одесса, 1923;
- Пластическая анатомия, М.—Л., 1925;
- Анатомофизиологические основы физической культуры человеческого тела, М.—Л., 1927 (совм. с Синельниковым Е. И.);
- Нормальная анатомия человека, М., 1943 (совм. с Бушкович В. И.);
- Учебник нормальной анатомии человека, Л., 1958 (совм. с др.);
- Анатомия человека, Л., 1974 (совм. с др.).